# Perubahita ornata
Perubahita ornata är en insektsart som beskrevs av Rauno E. Linnavuori och Delong 1978. Perubahita ornata ingår i släktet Perubahita och familjen dvärgstritar. Inga underarter finns listade i Catalogue of Life.